# 番子溝 (雲林縣)
番子溝，是臺灣雲林縣北港鎮的一個傳統地域名稱，位於該鎮西北部。相較於今日行政區，其範圍大致包括大北里、番溝里不含北部邊界地帶、東北部及東部邊界地帶南段、好收里北部邊界地帶西半段。

## 歷史
臺灣清治末期至日治初期，番子溝地區為一（舊制）街庄，稱為「蕃仔溝庄」，隸屬於大槺榔東頂堡。該庄北與溪底庄為鄰，東與溝皂庄為鄰，南邊為好收庄，西南邊及西邊為車巷口庄。
1901年（日治明治三十四年）11月，全台廢縣廳改設二十廳，該庄隸屬於斗六廳。1903年（明治三十六年）6月，該庄編入「水燦林區」，隸屬於斗六廳。1909年（明治四十二年）10月，合併二十廳為十二廳，水燦林區改隸屬於嘉義廳。1920年（大正九年），全台地方制度大改正，廢十二廳改設五州二廳，該庄改制並雅化為「番子溝」大字，隸屬於臺南州北港郡北港街（新制街庄）。
戰後北港街改制為北港鎮，隸屬於臺南縣，大字亦改制為里。1950年10月，雲、嘉、南分治，北港鎮改隸屬雲林縣。

## 聚落
本地區發展較早的聚落為蕃仔溝（今番溝）、大北門（今大北）等，在日治期初期的官方地圖上已有記載。

## 交通
縣道153號（番溝路、無名道路）是麥寮鄉麥寮至北港鎮好收的縣道，經過本地區番溝、大北兩大聚落。由該道路向北可前往四湖鄉東部、東勢鄉、麥寮鄉麥寮市區南側並止於省道台17線路口；向南可前往好收並止於縣道155號路口。
鄉道雲158線是番溝至西莊（西庄）的道路，其西側端點（起點）位於本地區番溝聚落的縣道153號轉角路口。由此向南南東轉東北東再繞彎道轉東南微南，出聚落後至邊界處轉東北東可前往溝皂、草湖及龍岩厝交界地帶，並止於省道台19線路口（西庄聚落南郊）。

## 學校
- 育英國小